# Dromedaris (vlinder)
De dromedaris (Notodonta dromedarius) is een nachtvlinder uit de familie Notodontidae (tandvlinders). De voorvleugellengte bedraagt tussen de 18 en 24 millimeter. De soort komt verspreid over Europa en Klein-Azië voor. Hij overwintert als pop.

## Waardplanten
De dromedaris heeft hazelaar, berk, els en eik als waardplanten.

## Voorkomen in Nederland en België
De dromedaris is in Nederland een vrij algemene en in België een algemene soort, die verspreid over het hele gebied kan worden gezien. De vlinder kent twee generaties die vliegen van halverwege april tot en met augustus.